# Auguy Musafiri
Auguy Musafiri Nkola Myoma, né le 28 août 1964 à Bukavu (province du Sud-Kivu) est un homme politique congolais et gouverneur de la province du Maniema d'avril 2019, à novembre 2020.
Il remplace à ce poste Pascal Tutu éjecté de ce poste en décembre 2017 par une motion de défiance de l'assemblée provinciale du Maniema.
En 2018, il est désigné candidat gouverneur de la province du Maniema pour le compte du Front commun pour le Congo (FCC), élection qu’il remporte en avril 2019.

## Biographie
Auguy Musafiri est originaire de la province du Maniema. Il est licencié en sociologie à l’université de Lubumbashi. Auguy Musafiri Nkola est décoré d’une médaille de mérite civique en or pour les loyaux services rendus à la nation et au peuple congolais.
Homme d’affaires et administrateur d’entreprises, il fait fortune dans le transport et la logistique avant de se lancer en politique. Il a plusieurs investissements notamment dans le domaine de l'hydrocarbure, l’agroforesterie, la petite distribution et l’immobilier.
Il rejoint ensuite les rangs du Parti du peuple pour la reconstruction et la démocratie (PPRD) parti dirigé par Joseph Kabila, puis en devient l'un des membres d’honneur. En 2018, il est désigné dans son parti comme candidat gouverneur de la province du Maniema pour le compte du Front commun pour le Congo (FCC), élection qu’il remporte en avril 2019.
Il est destitué le 11 novembre 2020. Il est emprisonné pour des accusations de détournement de fonds en 2021 et acquitté en 2022.